# 第三議会
第三議会または第三回護国卿議会（だいさんぎかい/だいさんかいごこくきょうぎかい、英：Third Protectorate Parliament）は、清教徒革命期のイングランド共和国で開催された議会（1659年1月27日 - 4月22日）。護国卿リチャード・クロムウェルが召集したが短期間で解散した。

## 概要
1658年の第二議会解散と父のオリバー・クロムウェル亡き後、護国卿を継いだリチャード・クロムウェルはニューモデル軍から支持されていないため、文民の支持勢力を当てにして1659年1月27日に議会を召集した。議会では共和主義勢力が盛んに体制を批判、護国卿支持層は約3分の1と議会はリチャードに忠実とは言い難かったが、彼は軍の政治介入に対する議会の反感を利用して軍に対抗しようとした。
すると軍はリチャードの義兄に当たるチャールズ・フリートウッドを司令官に擁立し議会の共和主義勢力と結託、ロンドンに集結してリチャードを威嚇し議会解散を要求した。一旦拒否した彼だったが、抵抗を続けられず4月22日に第三議会を解散、5月7日に軍がかつて父に解散させられたランプ議会を復活させた後、自らは18日後の25日に辞任した。護国卿時代は終焉したが残された軍と議会が対立、ジョン・ランバートがフリートウッドと共に軍事政権を樹立、ジョージ・マンクがそれを崩壊させるなどイングランドは目まぐるしく政権が入れ替わり、最終的な決着はマンクがチャールズ2世を迎え入れ王政復古を成立させた1660年までかかった。